# Sminthopsis longicaudata
Sminthopsis longicaudata är en pungdjursart som beskrevs av Spencer 1909. Sminthopsis longicaudata ingår i släktet Sminthopsis och familjen rovpungdjur. IUCN kategoriserar arten globalt som livskraftig. Inga underarter finns listade.
Det svenska trivialnamnet långsvansad pungmus  förekommer för arten.

## Utseende
Hanar är med en kroppslängd (huvud och bål) av 80 till 100 mm lite större än honor som blir 80 till 90 mm långa. Därtill kommer den långa svansen som är 180 till 210 mm lång. Vikten varierar mellan 15 och 21 g. Sminthopsis longicaudata har grå päls på ovansidan och krämfärgad till vit päls på undersidan. Svansen är främst täckt med fjäll samt av några glest fördelade korta hår. Vid svansens spets bildar längre hår en tofs. Djuret har vita ben och fötter. Det lite avplattade huvudet kännetecknas av en lång nos.

## Utbredning
Pungdjuret förekommer i centrala och västra Australien. Arten lever där i torra och klippiga regioner med ringa växtlighet som gräs, buskar eller några träd.

## Ekologi
Individerna är aktiva på natten och äter främst ryggradslösa djur. Födelsen sker under den australiska senvåren och en kull kan bestå av upp till fem ungar.
Efter födelsen kravlar ungarna till moderns pung (marsupium) och de stannar där helt i cirka tre veckor. Honor med ungar har i fångenskap uppvisat aggressivitet mot hanar. Individerna är främst nattaktiva och de vistas vanligen på marken. Troligtvis kan de klättra i den låga växtligheten. Sminthopsis longicaudata bygger bon av gräs och blad som göms i ihåliga trädstammar som ligger på marken eller under trädstubbar. Arten kan inta ett stelt tillstånd (torpor) vid kallt väder.